# Cuauhtémoc Sandoval Ramírez
Cuauhtémoc Sandoval Ramírez (14 de agosto de 1950 - 22 de fevereiro de 2012) foi um político e antropólogo mexicano. Foi membro e fundador do Partido da Revolução Democrática (PRD) do México desde 1989, no qual foi o ano de sua fundação.